# Koto Panjang Ikua Koto
Koto Panjang Ikua Koto is een bestuurslaag in het regentschap Padang van de provincie West-Sumatra, Indonesië. Koto Panjang Ikua Koto telt 10.366 inwoners (volkstelling 2010).